# Marianne Fieglhuber-Gutscher
Marianne Fieglhuber-Gutscher (* 12. August 1886 in Wien; † 20. Jänner 1978 in Graz) war eine österreichische Malerin.
Sie schuf ab den 1910er Jahren bis zu ihrem Tod 1978 ein umfangreiches Werk an Ölgemälden, Aquarellen und Zeichnungen. Im Zentrum ihres Schaffens standen vor allem Porträts, Frauendarstellungen, vereinzelt Gruppenbilder, weibliche Akte und Stillleben und in den späteren Jahren auch Landschaften und Städtebilder. Sie nahm regelmäßig an Ausstellungen im Wiener Künstlerhaus und in der Wiener Secession teil und wurde 1977 mit einer Einzelausstellung in der Österreichischen Galerie Belvedere gewürdigt.

## Leben und Ausbildung
Marianne Fieglhuber wurde am 12. August 1886 in Wien geboren. Ihre Mutter, eine geborene Zifferer, und ihr Vater stammten aus St. Pölten; ihr Vater betrieb einen Gemischtwarenladen. Sie wuchs zusammen mit drei Schwestern und einem Bruder auf und besuchte die Bürgerschule im 6. Wiener Gemeindebezirk Mariahilf.

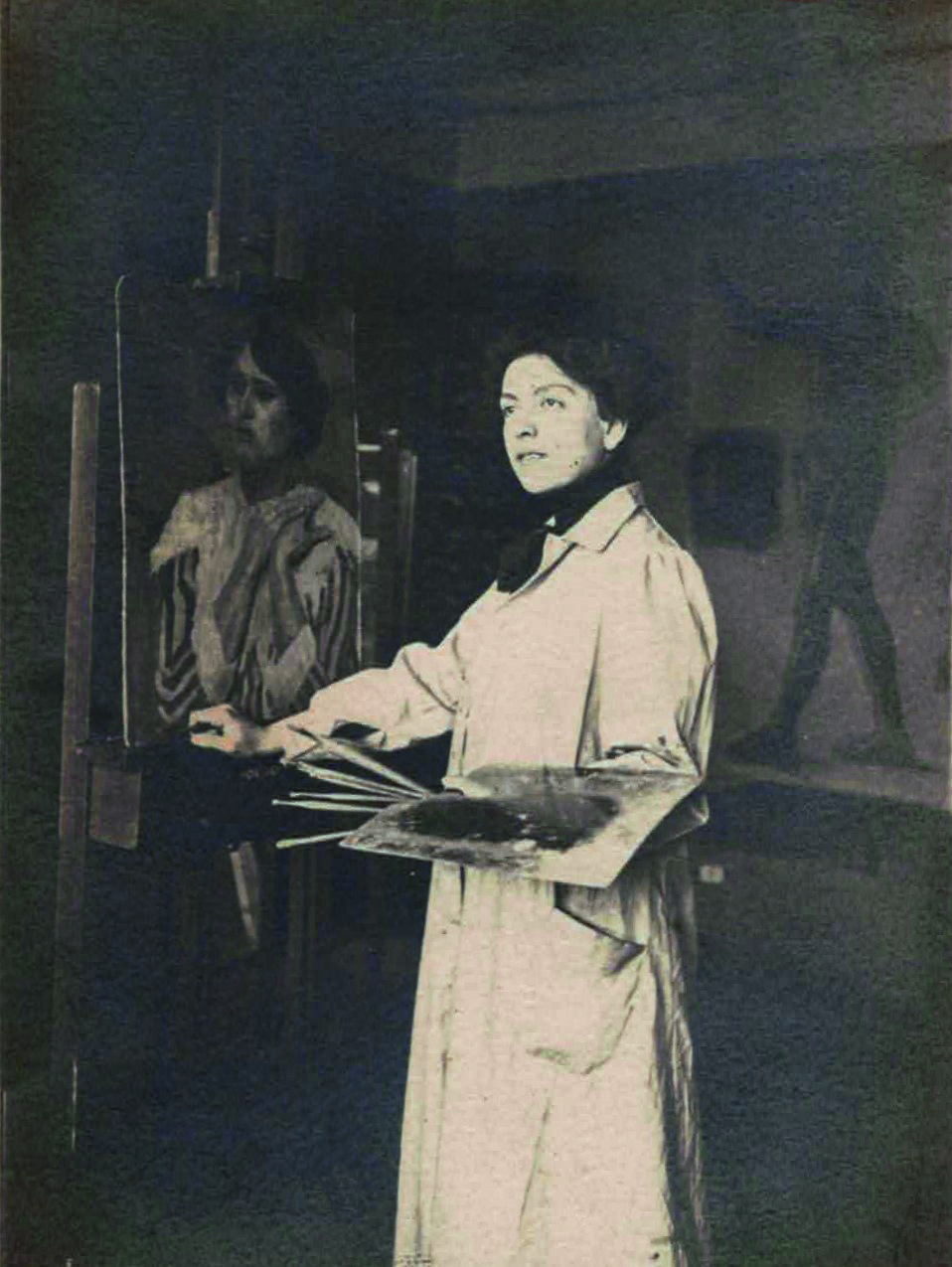
Marianne Fieglhuber-Gutscher an der Staffelei

Nach Abschluss der Schule akzeptierten die Eltern ihren Wunsch, Künstlerin zu werden und ermöglichten ihr das Studium an der Kunstschule für Frauen und Mädchen in Wien, u. a. bei Max Kurzweil und Ludwig Michalek, das sie 1904 begann. Diese 1897 gegründete Institution war die erste öffentliche Kunstschule für Frauen in Wien, die sich davor lediglich privat in Malerei, Bildhauerei oder Grafik unterrichten lassen konnten. Sie lernte die Technik des Radierens bei Ludwig Michalek und trat bald in den von Michaleks Schülerinnen gegründeten Radierklub Wiener Künstlerinnen ein. Im Verbund des Klubs beteiligte sie sich an mehreren Ausstellungen. Ihre Radierungen wurden in Wien, Salzburg und Leipzig gezeigt. Die Malerei erlernte Marianne Fieglhuber bei Max Kurzweil und Rudolf Jettmar. Zusätzlich bildete sie sich selbst künstlerisch fort und unternahm Studienreisen nach Frankreich, Norwegen, Schweden und Italien. 1919 trat sie der Vereinigung bildender Künstlerinnen Österreichs bei und beteiligte sich an deren Jahresausstellungen.

## Heirat, Erster Weltkrieg und 1920er Jahre
Nach ihrer Heirat trug sie den Doppelnamen Fieglhuber-Gutscher und bezog mit ihrem Mann eine Wohnung in der Sandwirtgasse im 6. Wiener Gemeindebezirk, die sie auch als Atelier nutzte. Bald darauf brach der Erste Weltkrieg aus, ihr Mann wurde eingezogen. 1915 wurde die gemeinsame Tochter Marianne geboren, zwei Jahre später ihr Sohn Eduard. Durch ihre familiären Verpflichtungen hatte sie in der Zeit während des Krieges wenig Freiraum für ihr künstlerisches Schaffen. Dazu kam, dass ihr Mann, der nie Verständnis für ihre Malerei hatte, stark verändert aus dem Krieg zurückkehrte und ihre künstlerischen Ambitionen strikt ablehnte. Sie setzte sich jedoch im Laufe der Jahre gegen ihn durch, denn es folgten fruchtbare Phasen in ihrem Schaffen. Zudem nahm sie privaten Malunterricht bei ihren jüngeren Malerkollegen Robin Christian Andersen und Egge Sturm-Skrla.

## 1930er Jahre und Zweiter Weltkrieg
In den 1930er Jahren stellte sie regelmäßig im Künstlerhaus und der Wiener Secession aus, ihr Schaffen gelangte zu einem ersten Höhepunkt. Durch die politischen Entwicklungen jener Jahre wurde ihr Schaffen erneut erschwert. Marianne Fieglhuber-Gutscher stand dem durch die Nationalsozialisten durchgeführten Anschluss Österreichs an das Deutsche Reich kritisch gegenüber, nicht zuletzt, da einige ihrer Freunde jüdischen Glaubens waren. Während des Zweiten Weltkrieges wohnte sie mit ihrer Familie in Wien.

## Nachkriegsjahre, Reisen und späte Anerkennung

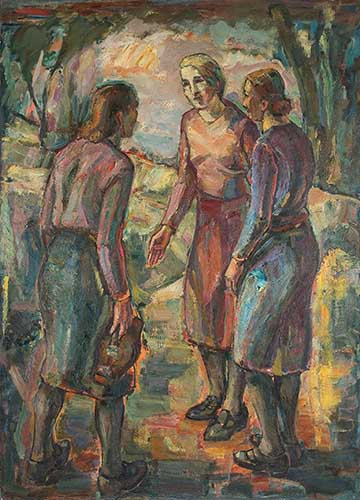
Drei Mädchen sich begrüßend

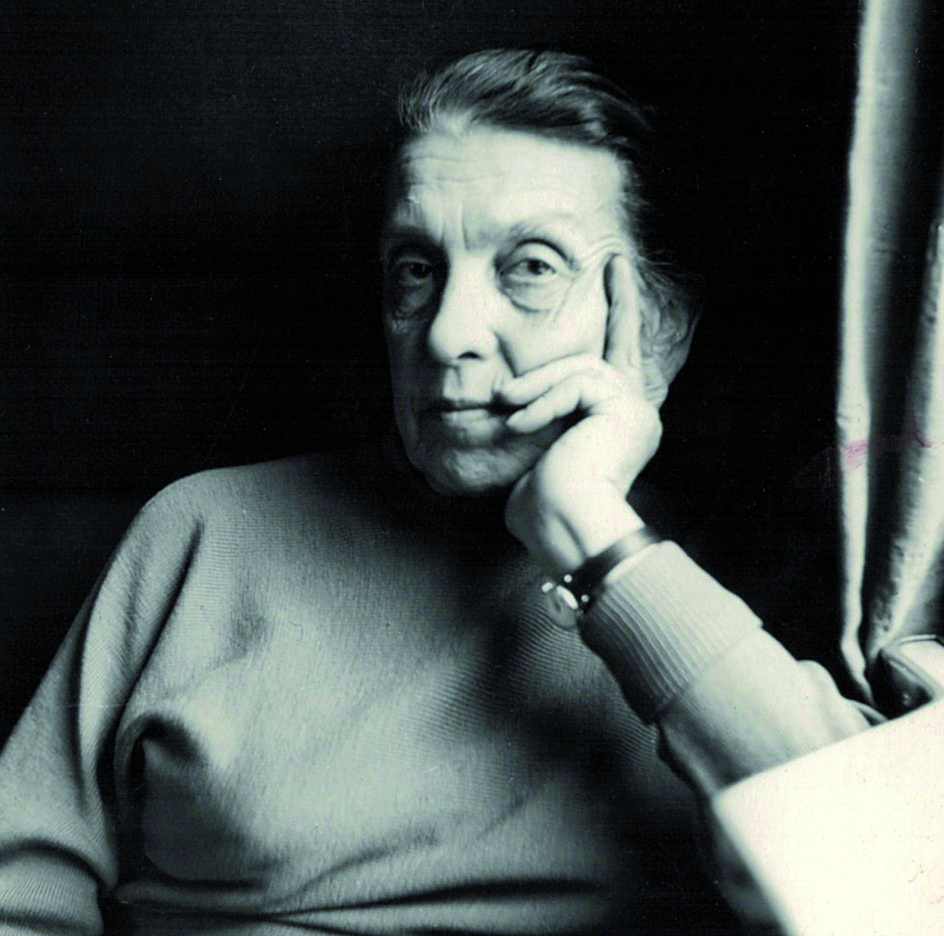
Marianne Fieglhuber-Gutscher, um 1960

Um ausstellen und verkaufen zu können, trat Fieglhuber-Gutscher 1939 der Reichskammer der bildenden Künste bei. 1943 wurde eine Ausstellung ihrer Werke mit der Begründung, nicht den „Kulturrichtlinien des Führers“ zu entsprechen, abgelehnt. Daraufhin zog sie sich in den Zweitwohnsitz der Familie in Kasten bei Böheimkirchen zurück. Nach Ende des Krieges wohnte sie wieder in der Wohnung im 6. Bezirk in Wien. Nach 1946 stellte sie im Neuen Hagenbund aus. Ab den 1950er Jahren pendelte sie zwischen Wien, Kasten und Gratkorn bei Graz, wo ihre inzwischen verheiratete Tochter mit ihrer Familie lebte. 1956 bekam sie den ersten Auftrag für ein Werk im öffentlichen Raum. Für die Fassade der neu errichteten Wohnhausanlage in der Rechberggasse 16–20 im 10. Wiener Gemeindebezirk schuf sie das Mosaik Familie. 1968 gestaltete sie zudem ein Glasfenster für das Zisterzienserstift in Rein. Nach dem Tod ihres Mannes 1955 nahm sie an zahlreichen organisierten Studienreisen durch Europa teil. Da sie sich nun häufig in Graz aufhielt, trat sie der Vereinigung Bildender Künstler Steiermarks bei, nahm aber auch weiterhin am kulturellen Geschehen in Wien teil und stellte dort beispielsweise im Künstlerhaus aus. 1977 wurden ihre Werke in der Österreichischen Galerie im Oberen Belvedere in Wien gezeigt. Marianne Fieglhuber-Gutscher starb im 92. Lebensjahr am 20. Jänner 1978 in Graz. Ihr Grab befindet sich auf dem Friedhof in Kasten.

## Künstlerische Einordnung
Die frühen Arbeiten von Marianne Fieglhuber-Gutscher standen noch ganz in der Tradition des Jugendstil, der Einfluss ihrer Lehrer wie Max Kurzweil oder Rudolf Jettmar war deutlich zu erkennen. Nach dem Ersten Weltkrieg nahm sie Malunterricht bei Robin Christian Andersen und Egge Sturm-Skrla. Beide kamen aus dem Umkreis avantgardistischer Gruppierungen, Andersen war Mitglied in der von Egon Schiele gegründeten Neukunstgruppe und Sturm-Skrla war bei der Neuen Vereinigung, die bald im Hagenbund aufging. Durch den Unterricht bei beiden Malern erfuhr die Malerei von Marianne Fieglhuber-Gutscher wohl eine erste Entwicklung, die Pinselführung wurde freier und die Farbgebung differenzierter und pastoser. In den 1930er Jahren gelangte Marianne Fieglhuber-Gutschers Schaffen zu einem ersten Höhepunkt. Sie schuf Porträts von Personen aus der Familie oder von Bekannten, Gruppenbildnisse und weibliche Aktdarstellungen. Die Bilder entstanden fast ausschließlich in ihrem Atelier, ihr Rückzugs- und Zufluchtsort.  Dies spiegelt sich auch in den Bildnissen wider, die Figuren befinden sich meistens im Innenraum und sind nur ganz selten in einem nicht näher definierten Außenraum dargestellt. Die Figuren – fast ausschließlich Frauen – sitzen am Fenster oder um einen Tisch, schauen in den Spiegel oder sind im Lesen vertieft. Sie verharren ruhig und scheinen in Gedanken versunken. Bereits Ende der 1930er und Anfang der 1940er Jahre wurde ihre Malweise freier und lockerer, die tonige Farbigkeit wich einem bunteren Kolorit. Diese Entwicklung in Richtung einer expressionistischen Ausdrucksweise setzte sich in den folgenden Jahren fort.
Nach dem Zweiten Weltkrieg und in späteren Jahren widmete sich die Künstlerin neben figürlichen Darstellungen immer mehr den Landschaften ihrer Umgebung. Die Farbe gewinnt im Spätwerk noch an Intensität und das Dargestellte wird immer weiter aufgelöst. Bis zuletzt arbeitete und malte Marianne Fieglhuber-Gutscher und hinterließ ein beeindruckendes Œuvre an Werken. Ihr künstlerisches Schaffen blieb neben Landschaften, Städtebildern und Stillleben thematisch vor allem fokussiert auf die Darstellung von Frauen durch den „weiblichen Blick“.

## Werke
- Clivien (Kulturabteilung der Stadt Wien, Kat. Nr. 263), Öl auf Leinwand, 102 × 86 cm (1953)
- Rote Wolke (Kulturabteilung der Stadt Wien, Kat. Nr. 551), Tempera auf Papier, 49 × 63 cm (1955)
- Familie (Kulturabteilung der Stadt Wien, Kat. Nr. KAB386), Keramikmosaik am Haus Troststraße 5–9, Wien-Favoriten, 15 m² (1956)
- Nordische Landschaft (Kulturabteilung der Stadt Wien, Kat. Nr. 1731), Tempera auf Papier, 48,5 × 63 cm (1958)
- Baumlandschaft mit Erdkeller (Privatbesitz), Öl auf Leinwand, 68 × 55 cm
- Glasfenster „Letzte Kommunion des Heiligen Eberhard, Erzbischof von Salzburg“, Zisterzienserstift Rein (1968/69)

## Auszeichnungen
- Österreichisches Ehrenkreuz für Wissenschaft und Kunst (1969)[1]
- Verleihung des Professorentitels (1976)